# Johann Jacob Dillenius
Johann Jakob Dillen ou Dillenius (Darmstadt, 22 de dezembro de 1684 — Oxford, 2 de abril de 1747) foi um botânico britânico nascido na Alemanha.

## Trabalho
Em Giessen, Dillenius escreveu artigos botânicos para o Ephemerides naturae curiosorum. Ele imprimiu, em 1719, sua flora dos arredores da universidade, um Catalogus plantarum sponte circa Gissam nascentium, que foi ilustrado com figuras desenhadas e gravadas por sua própria mão, e continha descrições de novas espécies.
Em 1724, Dillenius publicada a terceira edição da Sinopse Methodica Stirpium Britannicarum de John Ray. Ele incorporou espécies de plantas descobertas por Samuel Brewer e trabalha com musgos por Adam Buddle. Permaneceu uma referência padrão para os botânicos britânicos até o aparecimento de Species Plantarum de Carl Linnaeus em 1761.
Em 1732, ele publicou Hortus Elthamensis, um catálogo das plantas raras que crescem em Eltham, Londres, na coleção do irmão mais novo de Sherard, James (1666-1738), que, após fazer fortuna como boticário, se dedicou a jardinagem e música. Para este trabalho, o próprio Dillenius executou 324 placas; foi descrito por Linnaeus, que passou um mês com ele em Oxford em 1736, e depois dedicou sua Critica Botanica a ele, como opus botanicum quo absolutius mundus non vidit, "uma obra botânica da qual o mundo não viu nenhuma mais confiável". Além disso, Linnaeus mais tarde nomearia um gênero de árvore tropical Dillenia em sua homenagem. [carece de fontes?]
Dillenius também foi o autor de uma história natural de musgos, Historia muscorum (1741), que também cobriu hepáticas e hornworts. Ele agradeceu a ajuda que recebeu de George Charles Deering. Eles se conheceram no clube de botânicos de John Martyn e também estudaram fungos juntos.

## Publicações selecionadas
- Dillenius, Johann Jakob (1732). Hortus Elthamensis, seu Plantarum rariorum, quas in horto suo Elthami in Cantio coluit ... Jacobus Sherard ... Guilielmi ... frater delineationes et descriptiones. London: Sumptibus auctoris. Consultado em 26 de julho de 2015
  - also on Gallica
- Ray, John (1724) [1690].  Dillenius, Johann Jacob, ed. Synopsis methodica stirpium Britannicarum: in qua tum notae generum characteristicae traduntur, tum species singulae breviter describuntur: ducentae quinquaginta plus minus novae species partim suis locis inseruntur, partim in appendice seorsim exhibentur: cum indice & virium epitome (editio tertia multis locis emendata, & quadringentis quinquaginta circiter speciebus noviter detectis aucta ) [Synopsis of British plants] (em latim) 3rd ed. London: Gulielmi & Joaniis Innys
  - Facsimile edition 1973, Ray Society, London. With introduction by William T. Stearn. ISBN 978-0-903874-00-7